# Kandangsapi (Cijaku)
Kandangsapi is een bestuurslaag in het regentschap Lebak van de provincie Banten, Indonesië. Kandangsapi telt 4618 inwoners (volkstelling 2010).